# Toteisloch Wolfsgrube

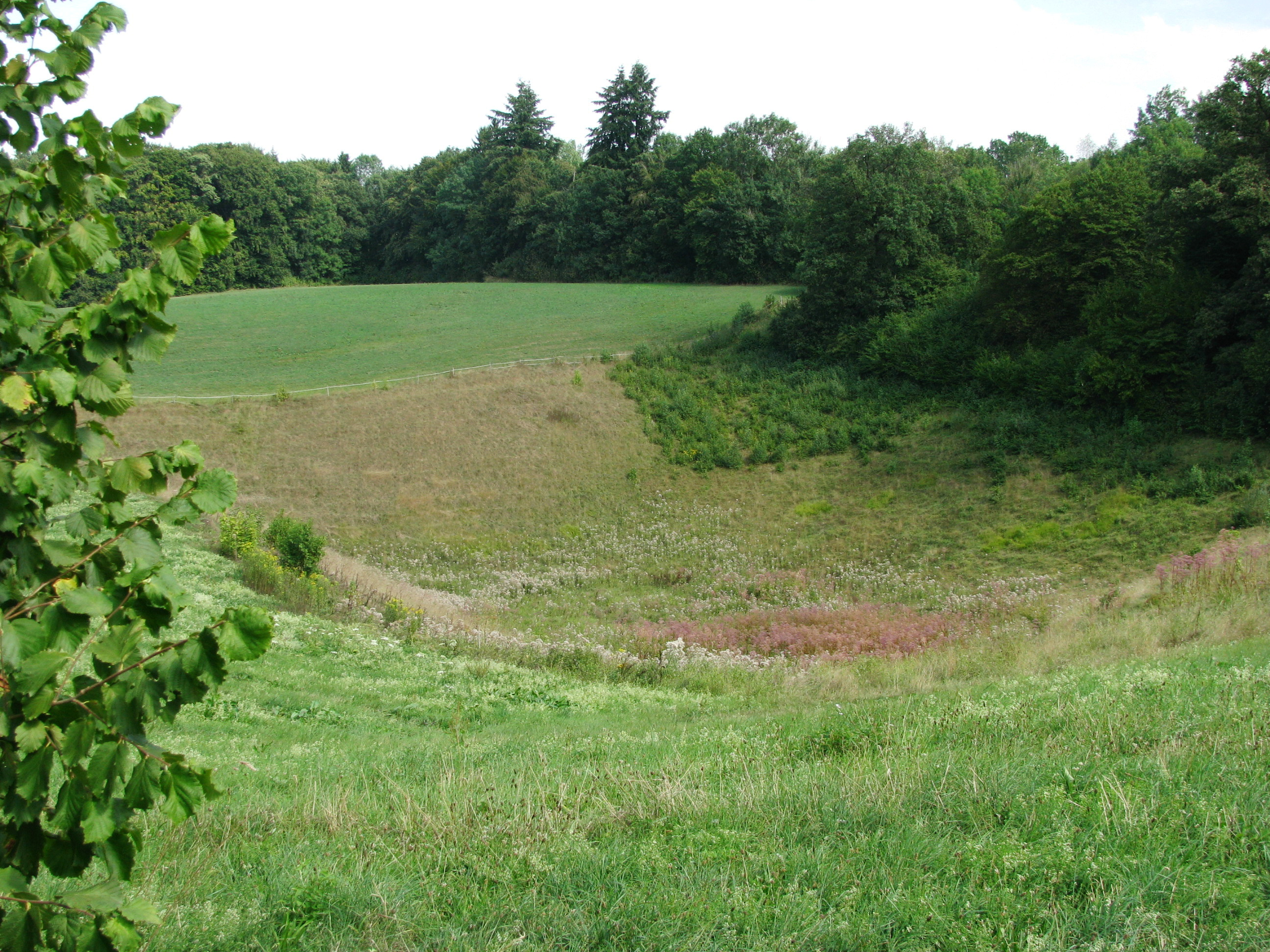
Das Toteisloch Wolfsgrube

Das Toteisloch Wolfsgrube ist eine kesselartige Grube bei Wildenroth, einem Ortsteil der Gemeinde Grafrath im oberbayerischen Landkreis Fürstenfeldbruck in Bayern.

## Lage
Das Toteisloch befindet sich 800 Meter östlich von Wildenroth. Es ist als Naturdenkmal ausgewiesen und Bestandteil des Landschaftsschutzgebietes Obere Amper.

## Beschreibung

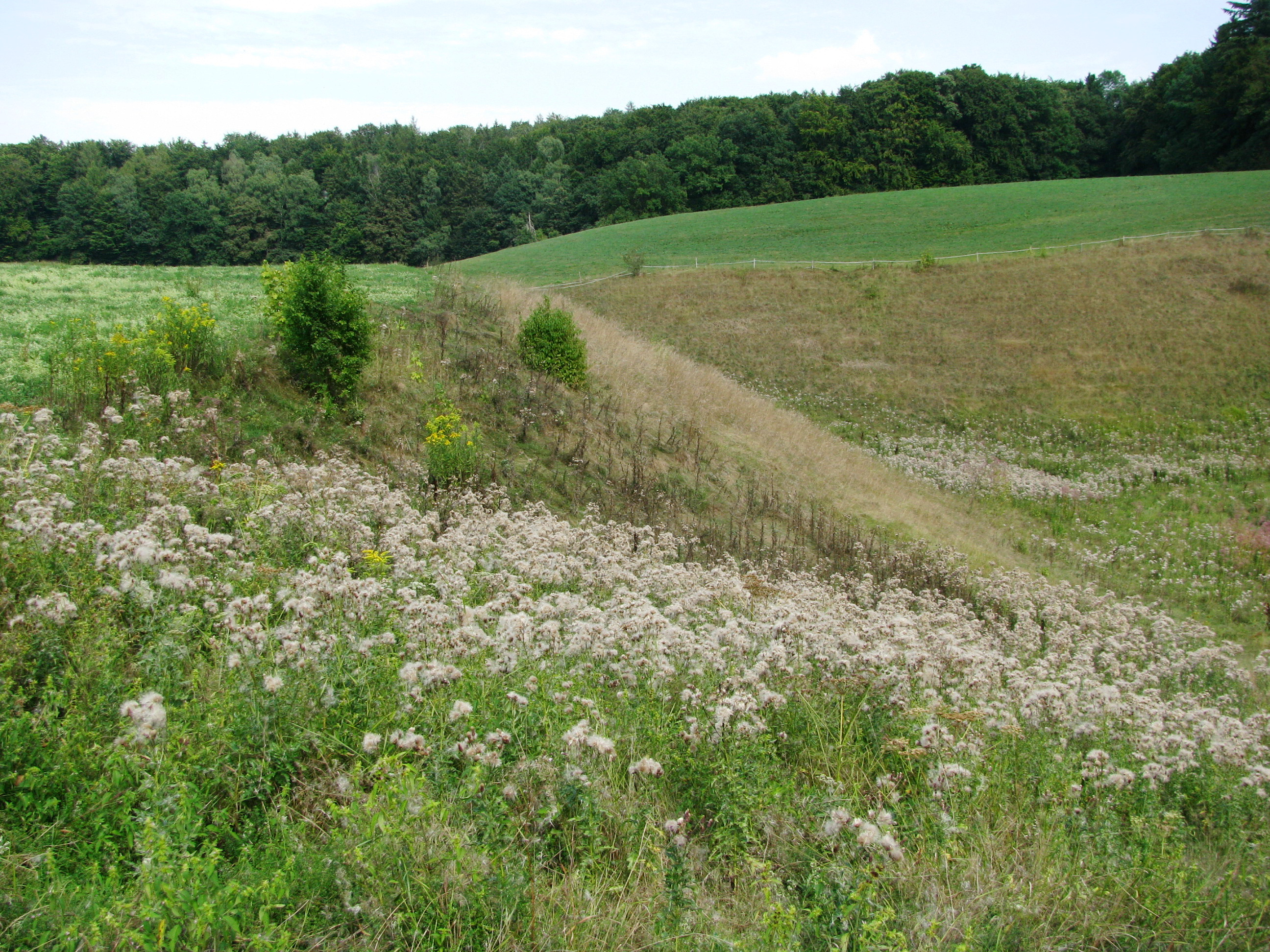
Toteisloch

Mit mehr als 100 Metern Durchmesser und über 20 Metern Tiefe ist die Wolfsgrube ein eindrucksvolles Toteisloch. Auffällig sind ihre steilen Wände. Der Überlieferung nach, wurde diese kesselartige Hohlform früher als Fanggrube für Wölfe genutzt. Daher rührt der Name Wolfsgrube.
Die Wolfsgrube entstand gegen Ende der letzten Kaltzeit am Rand des Isar-Loisach-Gletschers. Hierbei löste sich vom eigentlichen Gletscher ein Eisblock ab und wurde als Toteis mit Geröll und Geschiebe überschüttet. Als das Eis schmolz, blieb die steilwandige und kesselartige Vertiefung des Toteisloches zurück.
Im Zeitalter des Quartärs vor etwa 2,6 Millionen Jahren, führten Klimaschwankungen zu einem Wechsel von Warm- und Kaltzeiten. Während der Warmzeiten herrschten ähnliche Klimaverhältnisse wie heute. Dabei waren nur die höchsten Lagen der Alpen vergletschert. Die Durchschnittstemperaturen der Kaltzeiten lagen etwa um 10 °C niedriger. Dadurch wuchsen in den Gebirgen die Gletscher an und es bildeten sich zusammenhängende Eisflächen. Nur vereinzelt ragten Berggipfel dabei heraus.
Die Eismassen flossen dann nach Norden und bedeckten weite Teile des heutigen Voralpenlandes. Im Alpenraum kennt man mindestens 6 Kaltzeiten, die Zehntausende von Jahren andauerten. Die größte Eisausdehnung der jüngsten Kaltzeit wurde vor etwa 20.000 Jahren erreicht und wird als Würm-Kaltzeit bezeichnet. Nachfolgend stiegen die Temperaturen wieder an und die Gletscher schmolzen ab. Seit etwa 15.000 Jahren ist das Voralpenland eisfrei. Vom Gletscher zurückgelassene Ablagerungen (Moränen), belegen die ehemaligen Eisstände. Mehrere hintereinander gestaffelte Moränenwälle markieren hierbei verschiedene Stadien des Gletscherrückzugs.
Beim Abschmelzen zerfiel das Eis entlang seiner Spalten in große Blöcke. Es hatte dabei keinen Kontakt zum eigentlichen Gletscher. Diese Eiskörper wurden oft von Moränenmaterial oder Schmelzwasserschottern überdeckt und überdauerten so geschützt teilweise als Toteis mehr als tausend Jahre. Sie schmolzen jedoch auch, und das darüber liegende Material sackte ab. Dabei entstanden steilwandige Kessel. Je nach Höhe des Grundwasserspiegels und der Wasserdurchlässigkeit des Untergrundes bildeten sich dabei trockene Hohlformen, Feuchtgebiete oder Seen.
Viele Toteislöcher wurden später mit Geschieben oder Flussablagerungen gefüllt. Nur wenn nach dem Abschmelzen der verschütteten Eisblöcke kein weiteres Material geliefert wurde, bleiben solche Hohlformen erhalten. In der Würm-Kaltzeit bedeckten die Eismassen des Isar-Loisach-Gletschers das gesamte Fünfseenland. Der Ammerseegletscher reichte dabei bis kurz vor Fürstenfeldbruck. Bei seinem Abschmelzen erfolgte die Entwässerung zunächst in alle Richtungen und die Schmelzwasserflüsse schufen breite Schotterflächen. Nach der Rückzugsphase entstand später ein zentraler Schmelzwasserfluss, die heutige Amper. Sie tiefte sich rasch ein und schuf ein enges Durchbruchstal. Die umgebenden Moränen und Schotterflächen nahe Wildenroth fielen trocken und die Toteislöcher blieben erhalten.

## Geotop und Naturdenkmal
Das Toteisloch Wolfsgrube wurde vom Bayerischen Landesamt für Umwelt (LfU) als geowissenschaftlich wertvolles Geotop (Geotop-Nummer: 179R001) und vom Landratsamt Fürstenfeldbruck als Naturdenkmal ausgewiesen. Es wurde vom LfU auch mit dem offiziellen Gütesiegel Bayerns schönste Geotope ausgezeichnet.